# Merritt Island AVA
Merritt Island AVA (anerkannt seit dem 17. Mai 1983) ist ein Weinbaugebiet im US-Bundesstaat Kalifornien. Das Gebiet erstreckt sich über das Verwaltungsgebiet von Yolo County. Die geschützte Herkunftsbezeichnung ist eine Subzone der übergeordneten Clarksburg AVA.
Merritt Island ist eine 2023 Hektar große Insel im Flussdelta des Sacramento River, die nur ca. zehn Kilometer südlich der Stadt Sacramento liegt. Der Boden besteht aus einem schweren und fruchtbaren Lehmboden. Die kühlenden Meeresbrisen der nahe gelegenen San Francisco Bay und der häufige Frühnebel formen ein kühles maritimes Klima, das der frühreifenden Rebsorte Chardonnay zugutekommt. Ein Großteil der Reben wird nicht auf dem Gebiet der AVA verarbeitet.